# Dahlia Ravikovitch
Dahlia Ravikovitch (Hebreeuws: דליה רביקוביץ) (Ramat Gan, 17 november 1936 - Tel Aviv, 21 augustus 2005) was een Israëlische dichteres, vertaalster en vredesactiviste. Ze wordt beschouwd als een van de grote Hebreeuwse dichters van de 20e eeuw. Met haar poëzie won Ravikovitch tal van literaire prijzen, waaronder de Bialik-prijs, de Brenner-prijs en de premiersprijs voor Hebreeuwse schrijvers (Prime Minister's Prize for Hebrew Literary Works). In 2000 ontving ze een eredoctoraat van de Universiteit van Haifa.

## Biografie
Ravikovitch werd geboren in Ramat Gan. Ze leerde lezen en schrijven toen ze nog maar drie jaar oud was. Haar vader, Levi, was een Joodse ingenieur die oorspronkelijk uit de door Russen opgerichte Chinese stad Harbin naar Mandaat Palestina kwam. Haar moeder, Michal, was een lerares die uit een religieus gezin kwam. Drie weken voor Ravikovitch' zesde verjaardag werd haar vader door een dronken automobilist doodgereden. In diezelfde periode werden haar tweelingbroertjes Ahikam en Amiram geboren. Niet veel later verhuisde het jonge gezin naar de kibboets Geva in de Jizreëlvallei. Doordat Ravikovitch jarenlang moeite had met de collectivistische mentaliteit die er heerste en zich mede daardoor een buitenbeentje voelde, verhuisde ze op 13-jarige leeftijd naar Haifa om bij een aantal pleeggezinnen te gaan wonen.

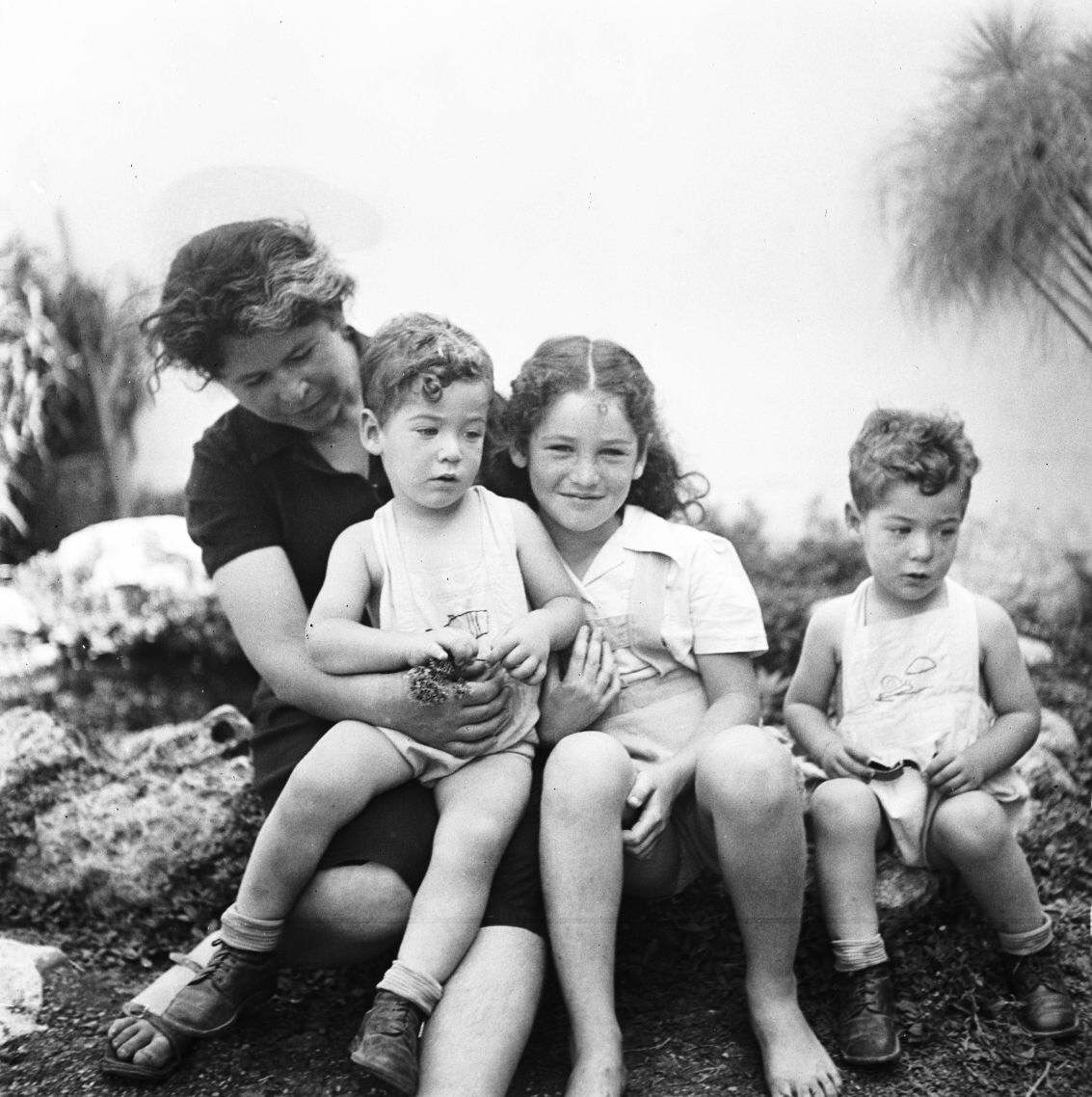
Ravikovitch met haar moeder en broertjes op de kibboets Geva, jaren '40.

Aanvankelijk nam ze dienst bij de IDF, maar werd acht maanden later vanwege gezondheidsproblemen vrijgesteld van haar dienstplicht. Ze studeerde Hebreeuws, Engels en moderne en klassieke Hebreeuwse literatuur aan de Hebreeuwse Universiteit van Jeruzalem en gaf tegelijkertijd les op een middelbare school. Ravikovitch was actief in de Israëlische vredesbeweging, voerde campagne voor Palestijnse rechten en tegen messiaanse kolonisten, maar bekritiseerde ook de zogenaamde 'cultuur van het niets' van mede-Israëlische secularisten. Vanuit haar huis in het centrum van Tel Aviv werkte ze samen met kunstenaars, muzikanten en publieke figuren die net als zij op zoek waren naar vrede, gelijkheid en sociale rechtvaardigheid.
Tijdens de laatste jaren van haar leven leed Ravikovitch aan ernstige depressies. Op 21 augustus 2005 werd ze dood aangetroffen in haar appartement. In eerste instantie vermoedde men dat het om suïcide ging. Autopsie wees echter uit dat de oorzaak een plotselinge hartritmestoornis was. Er werd geen abnormale hoeveelheid medicatie in haar lichaam gevonden, maar wel een vergroting van het hart. Ravikovitch ligt begraven op de begraafplaats Kiryat Shaul, in het noorden van Tel Aviv.
Op 22 november 2013 werd het standbeeld 'Middelste pijler' (Hebreeuws: עמוד התיכון) van beeldhouwer Yigal Tumarkin onthuld in het park Gan Meir in Tel Aviv. Het werd opgedragen aan Ravikovitch. Na renovaties in Gan Meir heeft de gemeente het standbeeld verplaatst en op 14 november 2019 geplaatst in Pinchuk Garden aan de Ruppinstraat, vijftig meter van het appartement van Ravikovitch.

## Literaire carrière
Ravikovitch' eerste gedichten verschenen in de jaren '50 in Orlogin (אורלוגין), een literair kwartaalblad gepubliceerd door de dichter Avraham Shlonsky, die haar aanmoedigde poëzie te schrijven. In die tijd waren er in Israël nog maar weinig vrouwelijke dichters. In tegenstelling tot de vooraanstaande vernieuwende dichters als Nathan Zach, David Avidan en Yehuda Amichai, die voornamelijk bezig waren met de objectieve wereld, waren Ravikovitch' gedichten lyrisch en abstract, symbolistisch en fantasievol. Hoewel ze werd gevierd als de opvolger van Leah Goldberg, was de erkenning vooral gendergerelateerd.
Haar eerste bundel, Ahavat tapuach hazahav (אהבת תפוח הזהב; 'De liefde van de gouden appel'), betekende meteen haar doorbraak. De opvolger Choref kashe (חורף קשה; 'Harde winter') werd gezien als een van de belangrijkste openbaringen in de nieuwe poëzie van die tijd. Ravikovitch' laatste boek, Ba'a vehalcha (באה והלכה; 'Ik kwam en ging'), bevat korte verhalen die op een directe manier hoofdstukken uit haar leven behandelen. Deze verhalen zijn uniek in hun vorm; feitelijk en soms zelfs slordig.
Haar gedichten zijn vertaald in 26 talen, te weten: Arabisch, Bulgaars, Catalaans, Chinees, Deens, Duits, Engels, Ests, Fins, Frans, Grieks, Hongaars, Italiaans, Japans, Jiddisch, Nederlands, Pools, Portugees, Russisch, Servisch, Servo-Kroatisch, Slowaaks, Spaans, Tsjechisch, Sloveens en Vietnamees.
Naast poëzie schreef Ravikovitch ook korte verhalen en kinderboeken, en vertaalde ze in het Hebreeuws. Ze vertaalde onder meer werken van William Butler Yeats, T.S. Eliot en Edgar Allan Poe, en het boek Mary Poppins van Pamela Lyndon Travers. Veel van haar gedichten werden op muziek gezet. In 2006 voerde het Cameri Theater een eerbetoon aan Ravikovitch uit.
In 2012 verscheen het boek A Poetics of Trauma: The Work of Dahlia Ravikovitch, een wetenschappelijk werk waarvoor de academicus Ilana Szobel uitgebreid onderzoek deed naar de gedichten van Ravikovitch.

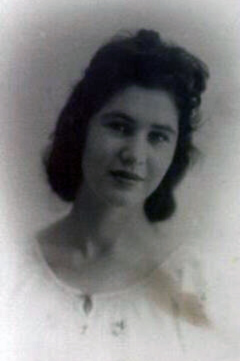
Ravikovitch in de jaren '50.

## Stijl
Het leven van Ravikovitch werd gekenmerkt door depressies en het genezen ervan. Dit wordt weerspiegeld in haar gedichten, die in het teken staan van politieke en morele kwesties, depressies en zelfmoordpogingen. Toen Ravikovitch levenloos werd aangetroffen, werden speculaties rondom een eventuele zelfmoord dan ook breed in de pers uitgemeten.
Ravikovitch staat algemeen bekend als 'de klagende dichter' en 'de treurende verliefde ziel'. In haar 'klaagpoëzie' zijn echo's van klassieke joodse bronnen terug te horen. Haar werk weerspiegelt een grondige kennis van de kenmerken van bijbelse en middeleeuwse Hebreeuwse klaagzangen, die ze zich eigen heeft gemaakt tijdens haar universitaire studie. De spreker in veel van Ravikovitch' gedichten klaagt over de liefde. Ze vindt doorgaans dat ze te veel geeft en te weinig krijgt. Kortom, liefde ervaart deze regelmatig terugkerende spreker als een kwelling.
Naar aanleiding van de Libanonoorlog in 1982 begon de uitgesproken linkse dichteres met het schrijven van politiek getinte gedichten, waarin ze humanistische waarden uitdrukte. Net als een aantal van haar tijdgenoten, zoals David Avidan en Yehuda Amichai, was Ravikovitch van mening dat de ongehoorde stemmen, die zich bezighouden met menselijke behoeften en belangen, een prominente plek in de literatuur verdienen. Ze werd een tegenstander van het Israëlische beleid ten aanzien van de Palestijnen, verlangend naar vrijheid en gerechtigheid. Bewonderd om haar moed als vredesactivist ontving ze de Israëlprijs, de hoogste nationale onderscheiding.

## Privéleven
Ravikovitch trouwde op 24-jarige leeftijd met schrijver Yosef Bar-Yosef, maar scheidde na drie maanden. Twee jaar later trouwde ze met tv-persoonlijkheid en schrijver Yitzhak Livni, met wie ze drie jaar getrouwd was en tot aan haar dood een hechte vriendschap onderhield. In 1978 beviel Ravikovitch van haar zoon, Ido. Met zijn vader, advocaat Haim Kalir, had Ravikovitch dertien jaar een relatie.

### Dichtbundels
- Ahavat tapuach hazahav (אהבת תפוח הזהב; ’De liefde van de gouden appel') (1959)
- Choref kashe (חורף קשה; 'Harde winter') (1964)
- Hasefer hashlishi (הספר השלישי; 'Het derde boek') (1969)
- Kol mishbarecha vegaleicha (כל משבריך וגליך; 'Al je pauzes en storingen') (1972)
- Tehom kore (תהום קורא; 'Diepe oproep') (1976)
- Ahava amitit (אהבה אמיתית; 'Ware liefde') (1986)
- Ima im yeled (אמא עם ילד; 'Moeder met kind') (1992)
- Kol hashirim ad ko (כל השירים עד כה; 'Alle gedichten tot nu toe') (1995)
- Chatzi sha'a lifnei hamonsun (חצי שעה לפני המונסון; 'Een half uur voor de moesson') (1998)
- Merov ahava (מרוב אהבה; 'Uit liefde') (1998)
- Mayim rabim (מים רבים; 'Veel water') (2006)
- Kol hashirim (כל השירים; 'Alle gedichten') (2010)
- Hashirim hagnuzim (השירים הגנוזים; 'De verborgen gedichten') (2016)

### Verhalenbundels
- Mavet bamishpachah (מוות במשפחה; 'Dood in de familie') (1976)
- Kvutzat hakaduregel shel Winnie Mandela (קבוצת הכדורגל של ויני מנדלה; 'Het voetbalteam van Winnie Mandela') (1997)
- Ba'a vehalcha (באה והלכה; 'Ik kwam en ging') (2005)

### Kinderboeken
- Mechonit hapela'im (מכונית הפלאים; De wonderauto) (1959)
- Kalman shel Rami (קלמן של רמי; Rami's Kalman) (1961)
- Mika vemechabei ha'esh (מיכה ומכבי האש; 'Mika en de brandweer') (1962)
- Mesiba mishpachtit (מסיבה משפחתית; 'Een familiefeest') (1968)
- Hechalil vehachetz (החליל והחץ; 'De fluit en de pijl') (1970)
- Hasipurei chavurat Halev ha'amitz (מספורי חבורת הלב האמיץ; 'De verhalen van de dappere hartenbende') (1972)
- Me'alilot Dedi hamufla (מעלילות דדי המופלא; 'Van de avonturen van de wonderlijke Dedi') (1977)
- Ima mevubelet (אמא מבולבלת; 'Verwarde moeder') (1981)